# Antonio Acosta
Antonio Acosta Rivera (Madrid, 22 november 1971) is een Spaans voetbalcoach en voormalig profvoetballer.
Acosta was een middenvelder en speelde vroeger bij onder meer de Spaanse clubs Atlético Madrid, Cádiz CF, UE Lleida en Getafe CF en bij het Belgische Antwerp FC.
Na zijn carrière als voetballer begon Acosta als technisch directeur bij Polideportivo Ejido. In 2007 ging hij terug naar RSD Alcalá waar ook zijn carrière als voetballer startte. Hij werd hier beloftentrainer, tot hij in 2009 werd gepromoveerd tot trainer van de A-kern. Na het seizoen 2010/11 werd hij ontslagen uit deze functie.

## Statistieken
| Club       | Seizoen | Wedstrijden | Doelpunten |   |   |
| ---------- | ------- | ----------- | ---------- | - | - |
| Antwerp FC | 1997-98 | 14          | 0          | 2 | 0 |
| Antwerp FC | 1998-99 | 3           | 1          | 0 | 0 |
| Totaal     |         | 17          | 1          | 2 | 0 |